# 谷汲村立横蔵中学校
谷汲村立横蔵中学校（たにぐみそんりつ　よこくらちゅうがっこう）は、かつて岐阜県揖斐郡谷汲村（現・揖斐川町）にあった公立中学校。

## 概要
- 旧・揖斐郡横蔵村の中学校であった。横蔵小学校に併設され、横蔵小中学校とも称した。
- 跡地には横蔵小学校の敷地の一部となった。

## 沿革
- 1948年（昭和23年）4月 - 揖斐郡学校組合谷汲中学校から横蔵村が離脱。横蔵村は単独で横蔵村立横蔵中学校を開校する。横蔵小学校の東校舎を校舎とする。
- 1958年（昭和33年） - 体育館が完成。
- 1960年（昭和35年）1月1日 - 横蔵村が谷汲村に編入される。同時に谷汲村立横蔵中学校に改称する。
- 1958年（昭和33年） - 屋内体育館が完成。
  - 10月  - 屋内運動場が完成する。
- 1967年（昭和42年）4月  - 谷汲中学校〈旧〉、長瀬中学校、横蔵中学校を統合し、新たに谷汲村立谷汲中学校が開校。横蔵中学校は谷汲中学校横蔵教室となる。
- 1968年（昭和43年）  - 横蔵教室を廃止。